# 1247 w polityce

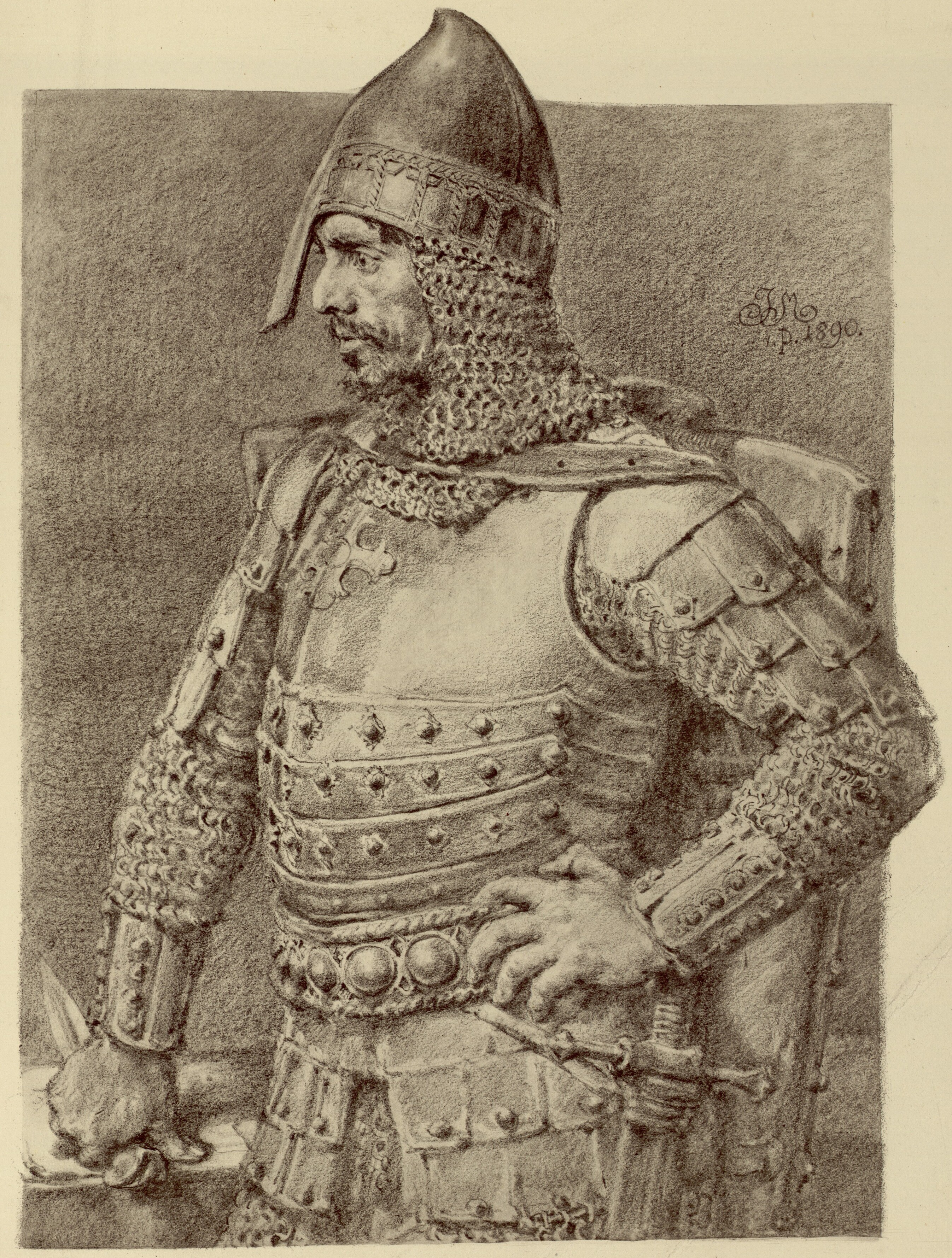
Konrad I Mazowiecki

Wydarzenia polityczne w 1247 roku.

## Wydarzenia
- Po śmierci Henryka Raspe antykrólem w Niemczech został Wilhelm z Holandii[1].

## Zmarli
- 31 sierpnia Konrad I, książę mazowiecki[2].